# 頭巾雲
頭巾雲（ずきんぐも、ラテン語学術名:pileus、略号:pil）は、雲の分類において付随して現れる雲（副変種）の1つ。積雲や積乱雲に付随してみられ、雲頂に曲面状に薄く広がる雲。
頭にかぶる帽子（キャップ）や頭巾（フード）、ときにベレー帽のような形状をしている。雲頂に近いが離れており接しないもの、接しているもの、頭巾雲を雲頂が貫くものがある。頭巾雲はしばしば、何層も重なって現れる。
"pileus"（ピレウス）はラテン語で帽子を意味する。頭巾雲やベール雲は俗にかつぎ雲と呼ぶことがある。
積雲の発達過程で上昇気流が薄い湿った層を押し上げることで、雲が生じる。この形状により、曲面状で水平には広がっていないものは頭巾雲、水平に大きく展開したものをベール雲と呼ぶ。
頭巾雲が現れるとき、強い上昇気流が存在し大気が不安定で、そのまわりでも積乱雲が急発達する恐れがあることを示している。
ただ、積雲の対流は変化が激しく、頭巾雲は数分から十数分で消える。
頭巾雲自体は十種雲形で層積雲、高層雲、または巻雲にあたる。
レンズ雲とは似ているが異なる。レンズ雲は雲頂ではなく山頂にできる。

## ギャラリー

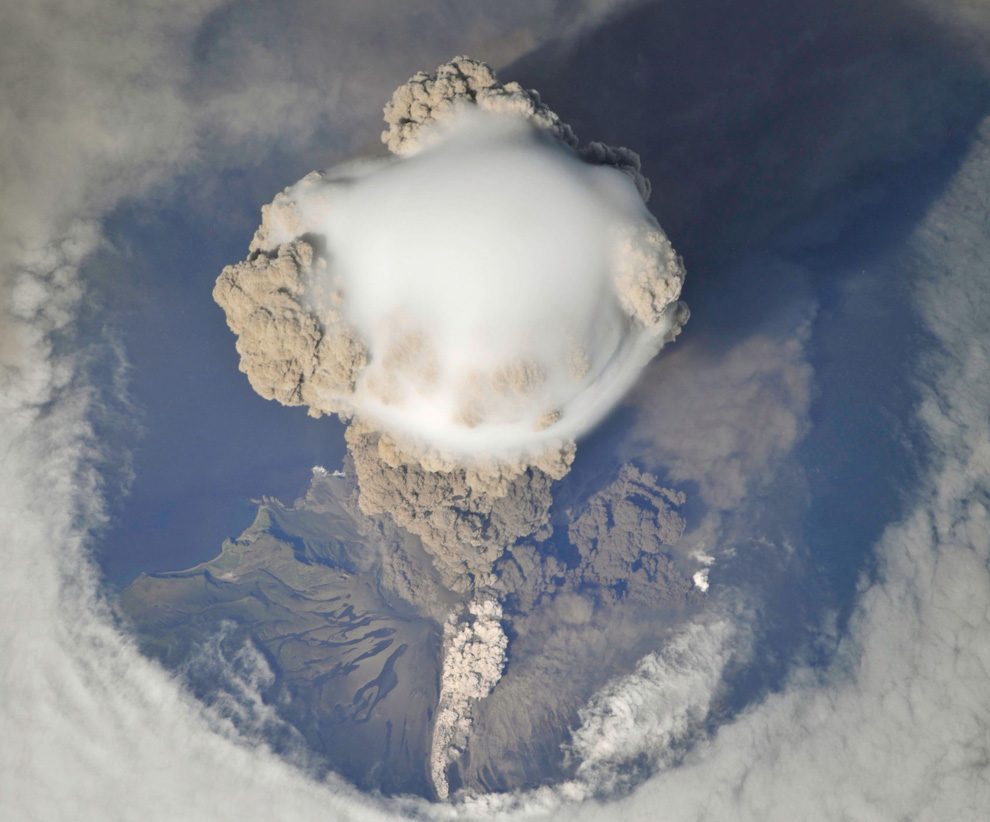
千島列島の松輪島から昇る噴煙の頂上に発生した頭巾雲
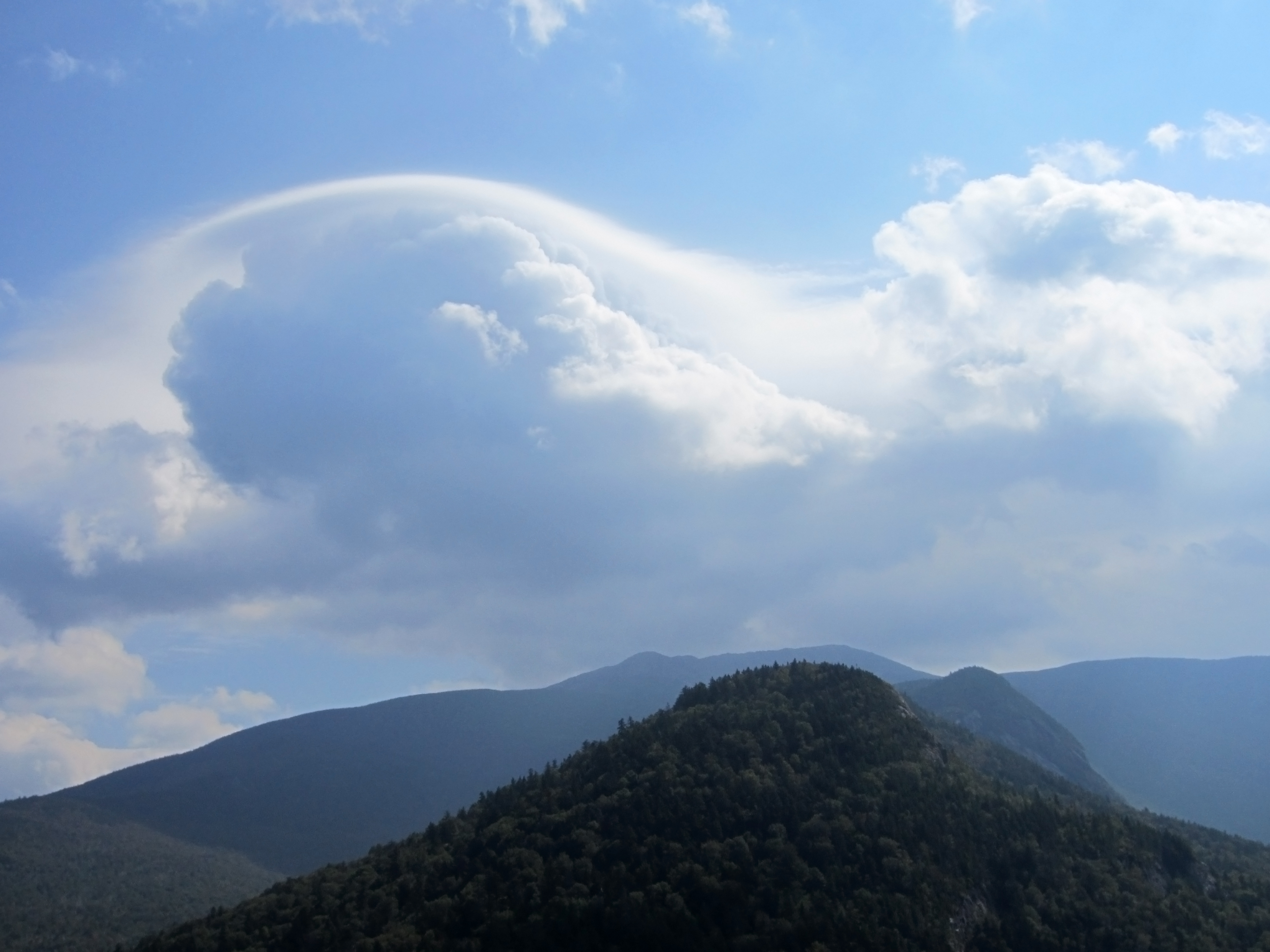
雲の頂上にかかる頭巾雲
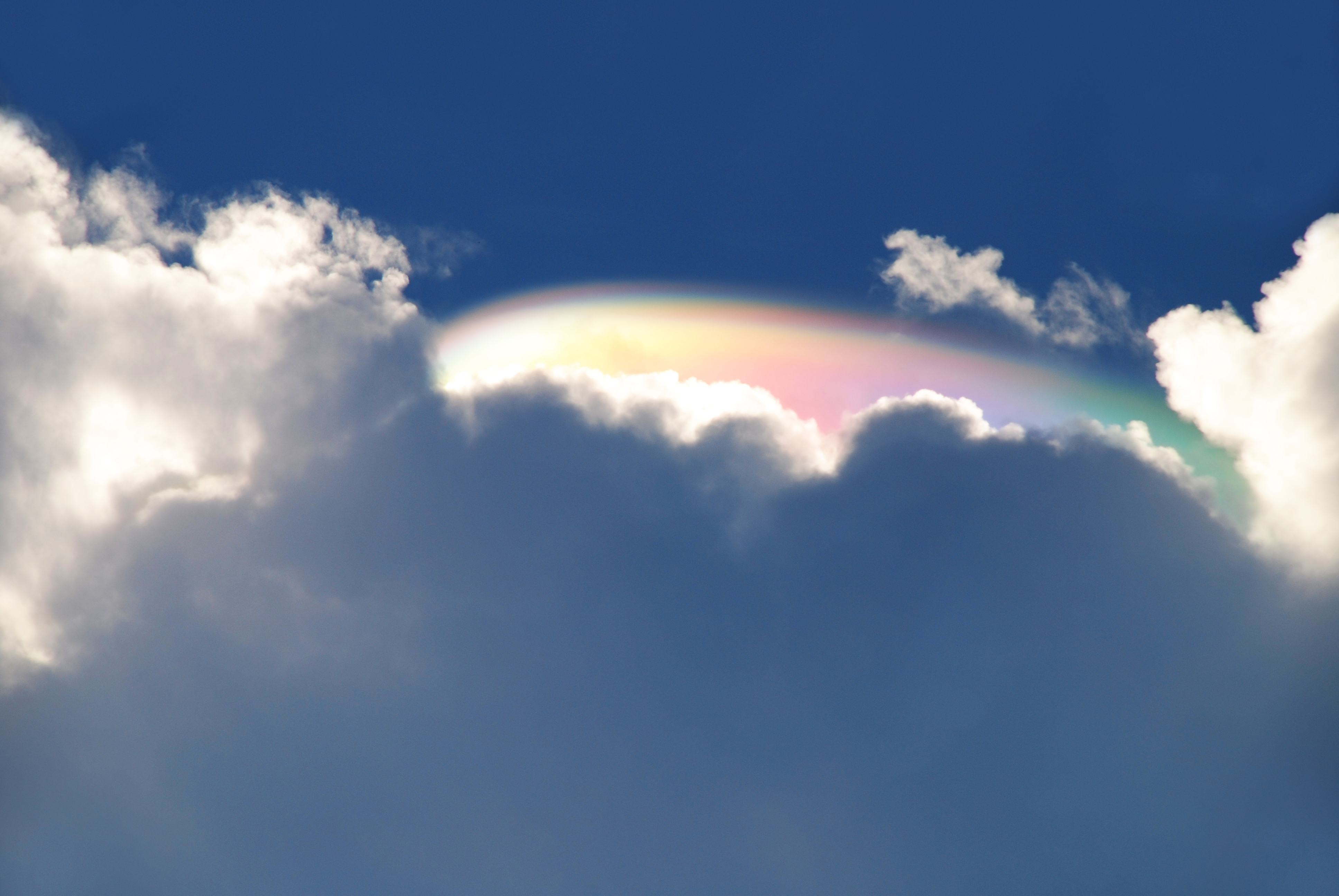
太陽の光を受けて虹色に光る彩雲となった頭巾雲
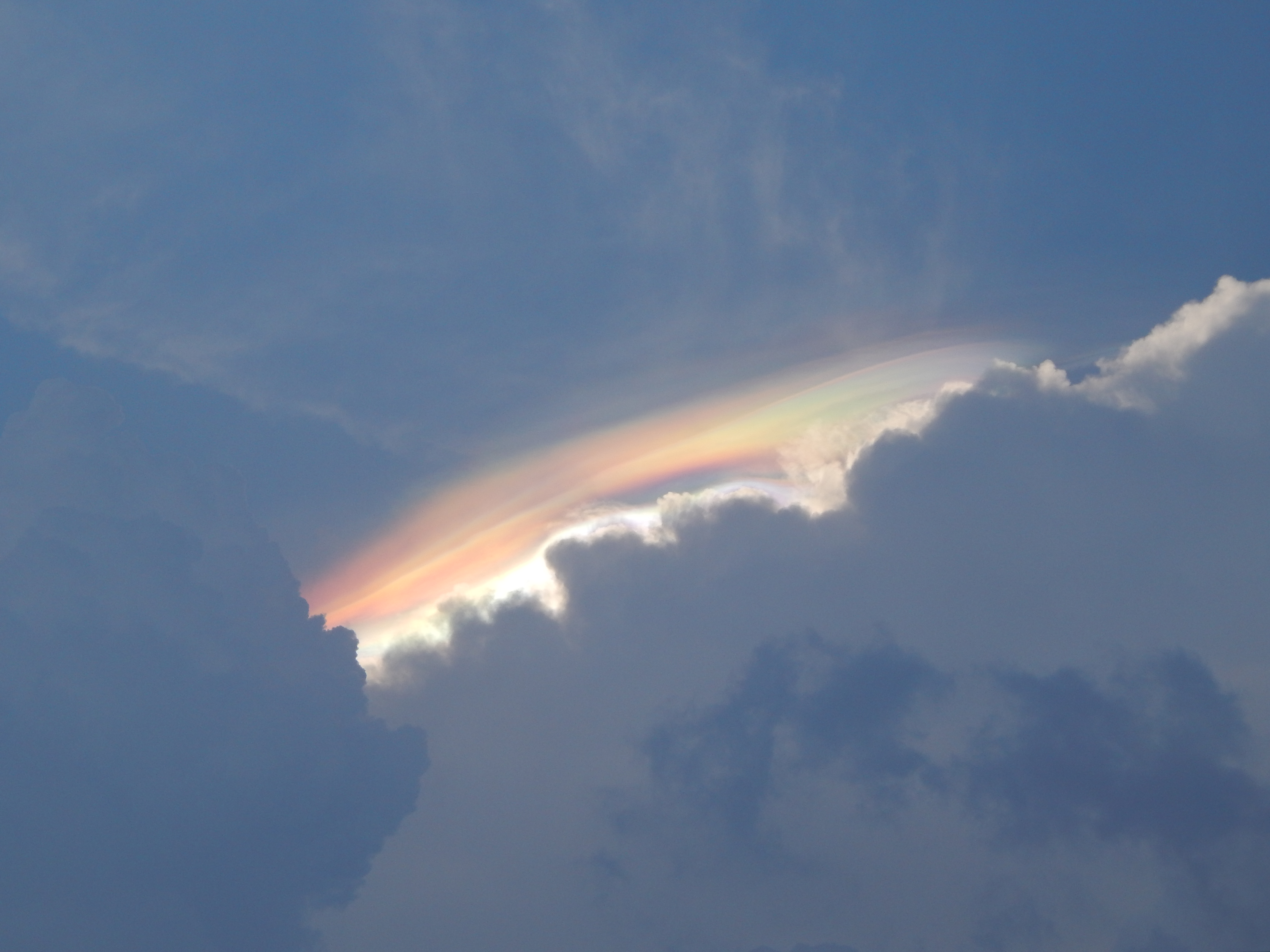
頭巾雲の彩雲